# Draconarius (vaandeldrager)

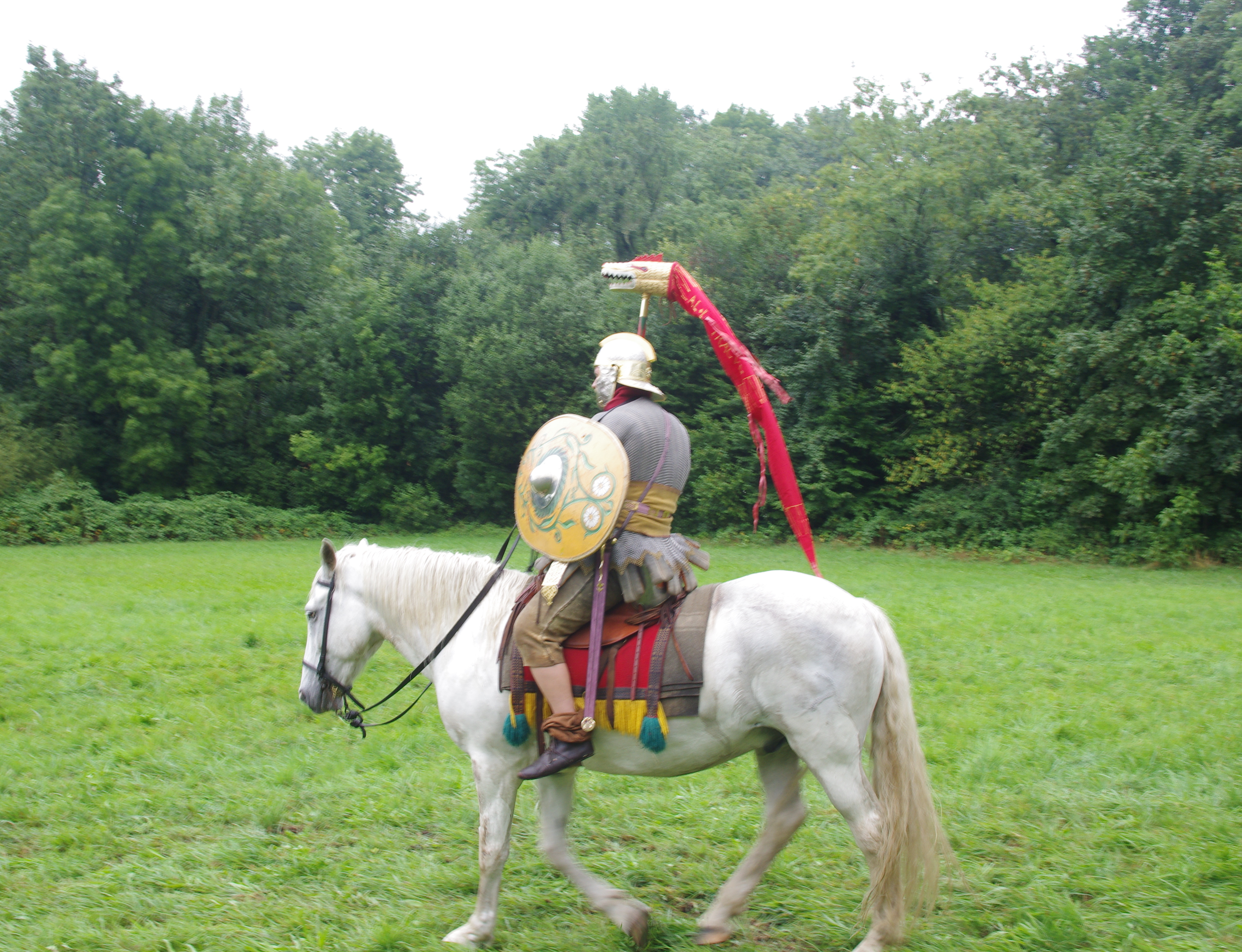
Draconarius

Een draconarius droeg het vaandel in het Romeinse leger. De klassieke vaandeldragers (signiferi, aquiliferi, e.d.) evolueerden naar meer "moderne" vaandeldragers, zoals de draconarius.
De draconarius droeg de draco, een laat-Romeinse standaard. Hij was een soort signifer. Begin de 2e eeuw n.Chr. raakte de draco, waarschijnlijk via de Romeinse legers bij de Sarmaten en de Daciërs, in gebruik bij de Romeinen.

## Dedraco
Een draco was een standaard in de late Romeinse periode (Dominaat) die door de cavalerie gebruikt werd en werd gedragen door de draconarius. Waarschijnlijk was deze standaard van Sarmatische of Dacische oorsprong. Het had de vorm van een gapende drakenkop, die uit gegoten metaal was gevormd, met dan het ‘lichaam’ van zijde dat eigenlijk als een windzak functioneerde. Via de metalen drakenmond stroomde de lucht binnen in de windzak. Men neemt aan dat er hierbij ook een bepaalde vorm van fluiten plaatsvond, veroorzaakt door een fluitje dat aan de draco bevestigd was. Bij cavalerieaanvallen kon dit een verschrikkelijk gehuil veroorzaken.